# Clewiston
Clewiston ist eine Stadt im Hendry County im US-Bundesstaat Florida mit 7327 Einwohnern (Stand: Volkszählung 2020).

## Geographie
Clewiston befindet sich am Südwestufer des Lake Okeechobee und liegt rund 50 Kilometer östlich von LaBelle und 150 Kilometer nordwestlich von Miami.

## Geschichte
Eine Bahnstrecke wurde 1921 von der Moore Haven and Clewiston Railway von Moore Haven nach Clewiston erbaut, die 1944 an die Atlantic Coast Line Railroad verkauft wurde. Die Stadt selbst wurde 1925 gegründet.

## Demographische Daten
Laut der Volkszählung 2010 verteilten sich die damaligen 7155 Einwohner auf 2684 Haushalte. Die Bevölkerungsdichte lag bei 591,3 Einw./km². 61,4 % der Bevölkerung bezeichneten sich als Weiße, 12,7 % als Afroamerikaner, 0,8 % als Indianer und 2,3 % als Asian Americans. 19,8 % gaben die Angehörigkeit zu einer anderen Ethnie und 2,9 % zu mehreren Ethnien an. 48,7 % der Bevölkerung bestand aus Hispanics oder Latinos.
Im Jahr 2010 lebten in 43,2 % aller Haushalte Kinder unter 18 Jahren sowie 24,6 % aller Haushalte Personen mit mindestens 65 Jahren. 75,3 % der Haushalte waren Familienhaushalte (bestehend aus verheirateten Paaren mit oder ohne Nachkommen bzw. einem Elternteil mit Nachkomme). Die durchschnittliche Größe eines Haushalts lag bei 3,03 Personen und die durchschnittliche Familiengröße bei 3,36 Personen.
30,7 % der Bevölkerung waren jünger als 20 Jahre, 27,4 % waren 20 bis 39 Jahre alt, 25,5 % waren 40 bis 59 Jahre alt und 16,6 % waren mindestens 60 Jahre alt. Das mittlere Alter betrug 34 Jahre. 51,4 % der Bevölkerung waren männlich und 48,6 % weiblich.
Das durchschnittliche Jahreseinkommen lag bei 40.371 $, dabei lebten 15,2 % der Bevölkerung unter der Armutsgrenze.
Im Jahr 2000 war Englisch die Muttersprache von 63,11 % der Bevölkerung und spanisch sprachen 36,89 %.

## Sehenswürdigkeiten
Folgende Objekte sind im National Register of Historic Places gelistet:
- Clewiston Historic Schools
- Clewiston Inn
- Dixie Crystal Theatre
- Capt. F. Deane Duff House
- Executive House
- Scharnberg House

## Verkehr
Durch Clewiston führen der U.S. Highway 27 (SR 25) sowie die Florida State Roads 80 und 832. Die nächsten Flughäfen sind der Belle Glade State Municipal Airport (national, 30 km östlich) sowie der Palm Beach International Airport (100 km östlich).

## Kriminalität
Die Kriminalitätsrate lag im Jahr 2010 mit 325 Punkten (US-Durchschnitt: 266 Punkte) im durchschnittlichen Bereich. Es gab eine Vergewaltigung, elf Raubüberfälle, 36 Körperverletzungen, 61 Einbrüche, 164 Diebstähle, 14 Autodiebstähle und eine Brandstiftung.